# Ri Se-ung
Ri Se-ung (n. 22 decembrie 1998, Phenian, RPDC) este un luptător ce a reprezentat Coreea de Nord, medaliat olimpic. A participat la o ediție a Jocurilor Olimpice (2024) în care a câștigat o medalie de bronz.

## Participări
Lista de mai jos prezintă principalele competiții la care a participat Ri Se-ung de-a lungul carierei.
- Lupte la Jocurile Olimpice de vară din 2024 - Greco-roman masculin 60 kg